# Fotômetro
O fotômetro (português brasileiro) ou fotómetro (português europeu) é um aparelho que mede a intensidade da luz (por exemplo, para adequá-la às necessidades específicas de um fotógrafo ou de um cineasta) através de parâmetros fotográficos. Este converte a luz em corrente eléctrica podendo ser medida em valores referentes à velocidade de obturação ou abertura de diafragma ("f").
Os fotografos e cinegrafistas por exemplo usam o fotometro para medir a intensidade da luz no ambiente para conseguir bons filmes e imagens.

## Fotómetros Internos
Os fotómetros podem encontrar-se sobre duas formas, fotómetros internos e manuais (externos). A diferença entre ambos é que, no primeiro caso, este encontram-se incorporado na máquina fotográfica (na base do espelho reflector principal) ao passo que os manuais são completmente independentes da mesma. Uma vez que se encontram no interior da máquinas, consideram-se essas máquinas como tendo medição de luz TTL (Through The Lens - através da objectiva) o que significa que este fotómetros já têm em conta a luz perdida ao atravessar a objectiva.

## Fotómetros Manuais
Os mais antigos são de células "fotoeléctricas" ainda muito utilizados devido aos seus preços mais acessíveis. Tipicamente, estes fotómetros são equipados com fotocélulas de sílica ou de sulfureto de cádmio.
A única configuração de que necessitam é de saber qual a sensibilidade do rolo (ou sensor) com que estamos a trabalhar. Basicamente, temos apenas que apontar ou colocar o aparelho sobre o objecto cuja luz queremos medir e ler a exposição indicada. Essa exposição pode ser apresentada em valores de abertura de diafragma "f" ou velocidades de obturação. No caso dos fotómetros de agulha, a informação pode ser apresentada numa escala completa com ambas as informações. Em ambos os casos, quer seja por agulha ou com mostrador digital, o valor apresentado dará sempre a exposição correcta.

## Medição de Luz

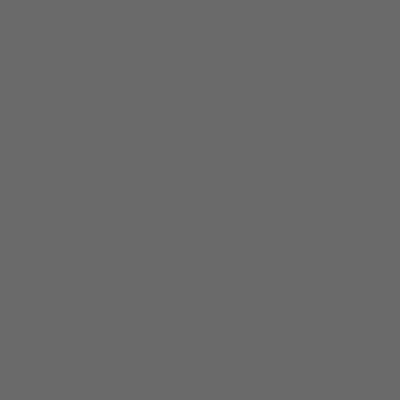
Exemplo de um Cinzento 18%

A melhor maneira de compreender o funcionamento do fotómetro está em pensar em tons de cinzento. Imaginando uma escala de diferentes tons de cinzentos, um dos cinzentos será o conhecido "Cinzento 18 por cento". Este nome deriva do facto de este tom reflectir apenas 18 por cento da luz incidente.
De forma muito geral, a luz pode ser medida de três formas, luz reflectida, pontual ou incidente. Tanto a medição pontual como a reflectida podem ser medidas por TTL (dependendo do nível da máquina fotográfica no primeiro caso) e tem como melhor propósito uma leitura mais genérica do motivo. Para tal, aponta-se o aparelho com a mesma  tomada de vista que a máquina e o fotómetro encarrega-se de unificar todas as luzes que iluminam o assunto, sendo naturalmente influenciado pelos valores das maiores áreas.
O modo de medição pontual possui uma ocular com um ângulo de vista de apenas 2-3º. Apontando o fotómetro a partir da posição da máquina, pode-se medir uma pequena área. Estes fotómetros são muito bons para fazer leituras para escalas de luminosidade ou quando não nos podemos aproximar do motivo. No entanto, podem ocorrer medições erradas se não se fizer uma cuidadosa escolha das áreas a medir.
Por fim, para a leitura de luz incidente basta colocar uma calote de plástico difusor opalino sobre a janela de medição do fotómetro, de seguida, coloca-se o fotómetro junto do objecto a fotografar por forma a que ambos fiquem iluminados de igual forma apontando para a máquina. A calote de plástico transmite 18 por cento da luz, da mesma forma que um cartão cinzento. Este método diz-se ser mais simples e menos sujeita a sobrexposições nas altas luzes.